# Abrantes
Abrantes er en kommune i Centro Region, Portugal. Byen ligger på højre bred af Tagus ved krydsningen af Madrid-Badajoz-Lisbon- og Guarda-Abrantes-jernbanenerne.
Komnunens har et areal på 715 km² og har 39.325(2011) indbyggere.